# Ana Anguita
Ana Anguita Shivers (* 2. November 1969) ist eine spanische Popsängerin. Sie trat zwischen 1977 und 1983 auf und lebt heute als Informatikerin in Madrid.

## Karriere

### Mit Enrique
Mit Enrique del Pozo bildete sie als Kinderstar das Duo Enrique y Ana. Gemeinsam mit ihm veröffentlichte sie folgende sechs Alben:
- Muy pronto hay que triunfar. 1977.
- El disco para los pequeños con Enrique y Ana. 1978.
- Canta con Enrique y Ana. 1979.
- Multiplica con Enrique y Ana. 1980.
- Las Aventuras de Enrique y Ana: Banda sonora original de la película. 1981.
- Enrique y Ana: Para nuestros amigos. 1982.
- Enrique y Ana: Grandes y pequeños. 1983.[3]

Zusammen nahmen sie an den spanischen Fernsehshows Aplauso, 300 millones, Un, dos, tres, La cometa blanca und Sabadabadá teil. 1979 nahmen sie am I Festival de la Canción Infantil Iberoamericana teil.
1981 drehte Ramón Fernández mit ihnen in den Hauptrollen den Musikfilm Las aventuras de Enrique y Ana. Der Film wurde 1982 auf dem World Film Festival in Montreal gezeigt, dort wurde Ana Anaguita mit dem Romy Schneider Award for the young discovery of the year ausgezeichnet.

### Solo
Vier Songs sang sie als Kinderstar allein; darunter
- Rin tin tin. 1977.
- La canción de los planetas. 1982.
- ¿Dónde estás E. T.? 1982.